# 20450 Marymohammed
20450 Marymohammed (1999 JJ111) là một tiểu hành tinh vành đai chính được phát hiện ngày 13 tháng 5 năm 1999 bởi nhóm nghiên cứu tiểu hành tinh gần Trái Đất phòng thí nghiệm Lincoln ở Socorro.